# Bark (album)
Bark je studiové album rockové skupiny Jefferson Airplane, vydané v roce 1971.

## Seznam skladeb

### Strana A
1. "When the Earth Moves Again" - 3:54
2. "Feel So Good" - 4:36
3. "Crazy Miranda" - 3:23
4. "Pretty as You Feel" - 4:29
5. "Wild Turkey" (instrumental) - 4:45

### Strana B
1. "Law Man" - 2:42
2. "Rock and Roll Island" - 3:44
3. "Third Week in the Chelsea" - 4:34
4. "Never Argue with a German If You're Tired or European Song" - 4:31
5. "Thunk" - 2:58
6. "War Movie" - 4:41

## Sestava
- Jack Casady – baskytara
- Joey Covington – perkuse, bicí, zpěv
- Paul Kantner – kytara, zpěv
- Jorma Kaukonen – kytara, zpěv
- Grace Slick – piáno, zpěv
- Papa John Creach – housle
- Bill Laudner – zpěv
- Will Scarlett – harmonika
- Carlos Santana – kytara
- Michael Shrieve – bicí